# Ferdinand Pöschl

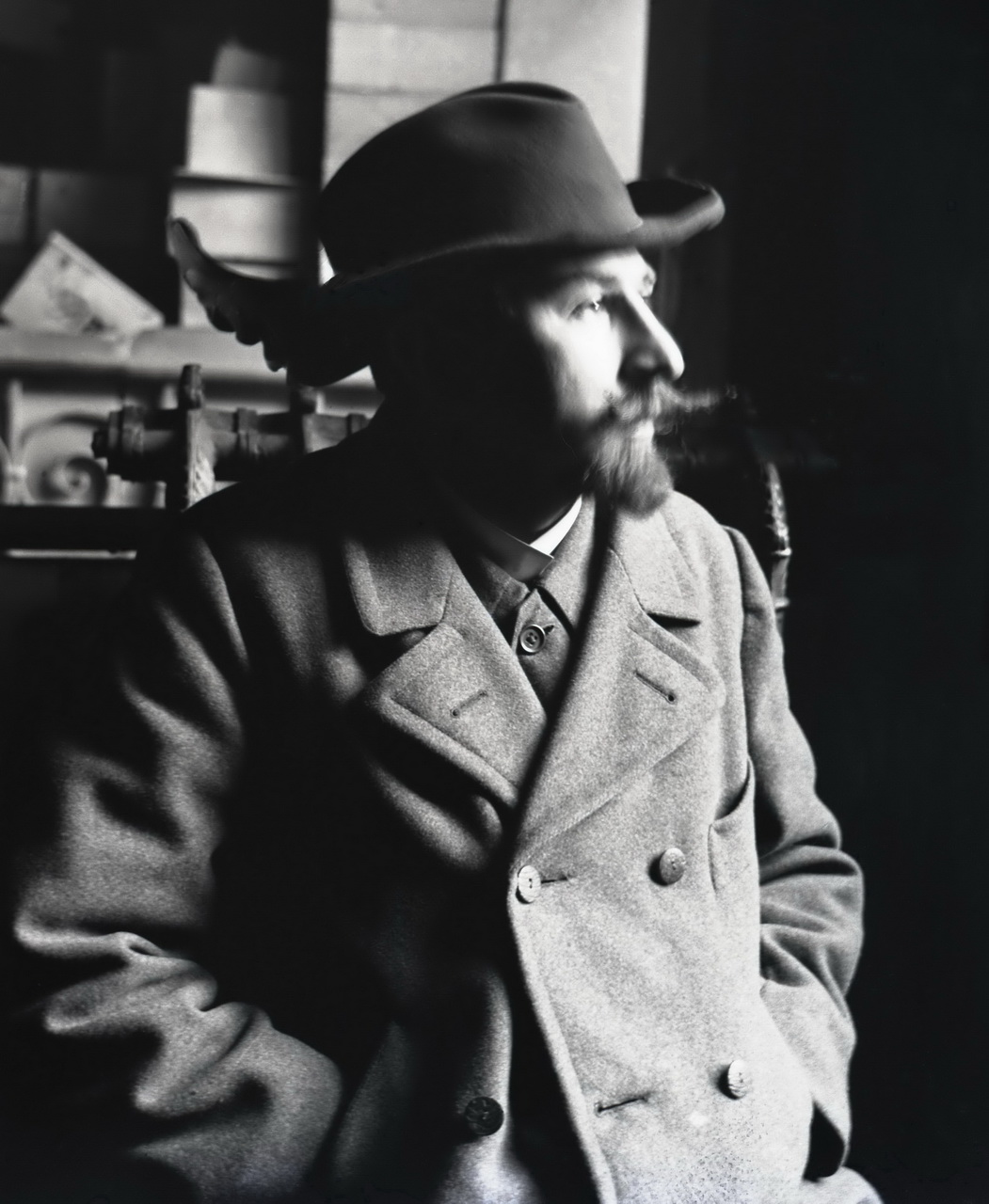
Ferdinand Pöschl, Selbstporträt 1908

Ferdinand Pöschl (* 30. Mai 1877 in Landau an der Isar; † 7. Mai 1914 in Haimelkofen) war ein deutscher Fotograf.

## Leben
Der gebürtige Landauer Ferdinand Pöschl erlernte nach der Schule zuerst in Deisenhofen das Handwerk des Konditors, mit dem die Berufe des Lebzelters und Wachsziehers verbunden waren. Da er wegen eines Lungenleidens den Beruf nicht weiter ausüben konnte, entschied er sich für eine Lehre zum Fotografen. Im Februar 1903 wurde Pöschl als „Photograph“ Mitglied beim „Allgemeinen Gewerbe-Verein Planegg“, was der Eintrag im dortigen Gewerberegister beweist.
Im März 1908 heiratete er und zog mit seiner Frau Helene in das niederbayerische Dorf Haimelkofen. Dort übernahm er vom Onkel seiner Frau einen Krämerladen, den er zu einem kleinen Kaufhaus mit erweitertem Warenangebot mit Stoffen, Petroleum und landwirtschaftlichen Werkzeugen ausbaute. Gleichzeitig war er in der Region als Fotograf tätig, um das Einkommen der wachsenden Familie aufzubessern.
Im April 1914 wurde er auf der Rückfahrt vom 50 km entfernten Regensburg mit dem Fahrrad von einem Starkregen überrascht. Völlig durchnässt und unterkühlt zog er sich eine schwere Lungenentzündung zu, an deren Folgen er am 8. Mai 1914 starb. Sein Grab ist bis heute auf dem Friedhof in Hofkirchen erhalten. Die finanzielle Not während des Ersten Weltkriegs zwang die Witwe mit ihren drei kleinen Kindern, Kamera und Fotoausrüstung zu verkaufen. Die noch vorhandenen Fotoplatten verwahrte sie als Andenken auf dem Dachboden des Hauses. Dort lagen sie wohl verpackt fast 90 Jahre in einer Kiste.

## Tätigkeit als Fotograf
Pöschl fotografierte auf mit Silberbromid beschichteten Glasplatten, die er in der Dunkelkammer in seinem Schuppen entwickelte. Die hier entstanden Fotografien zeigen Schulklassen, Bauern mit ihren Familien und Dienstboten, Zugtiere, Maschinen und Arbeitsgeräte. Er hielt alltägliche und außergewöhnliche Ereignisse fest. Die Bilder reichen vom Faschingstreiben bis zur politischen Versammlung, von der Arbeit auf dem Feld bis zum Sonntagsspaziergang, von der Erstkommunion über die Hochzeit bis zum Tod. Auftragsarbeiten, Porträts, Postkartenidyllen, aber auch Momentaufnahmen spiegeln die unterschiedlichen Vorstellungen des bürgerlichen Fotografen und der bäuerlichen Bevölkerung wider. Die authentischen Aufnahmen jener Zeit dokumentieren, dass bäuerliches Leben zu Beginn des 20. Jahrhunderts nicht nur aus Idylle und Folklore bestand.

## Fotofund im Jahre 2003
Am 3. März 2003 verstarb Luise, die jüngste Tochter des Ehepaars Pöschl im 90. Lebensjahr. Beim Ausräumen des Hauses wurden die Fotoplatten auf ihrem Dachboden wiedergefunden. Bei mehreren Fotoausstellungen in Pöschls Heimatdorf konnten von älteren Besuchern noch Informationen zu einigen Bildern und den abgelichteten Personen gesammelt werden. Bald wurde der Wunsch nach einer Veröffentlichung laut, weshalb man sich dazu entschloss, eine Auswahl der Fotos in einem Bildband zu zeigen und das Thema wissenschaftlich aufzuarbeiten.

## Bilder

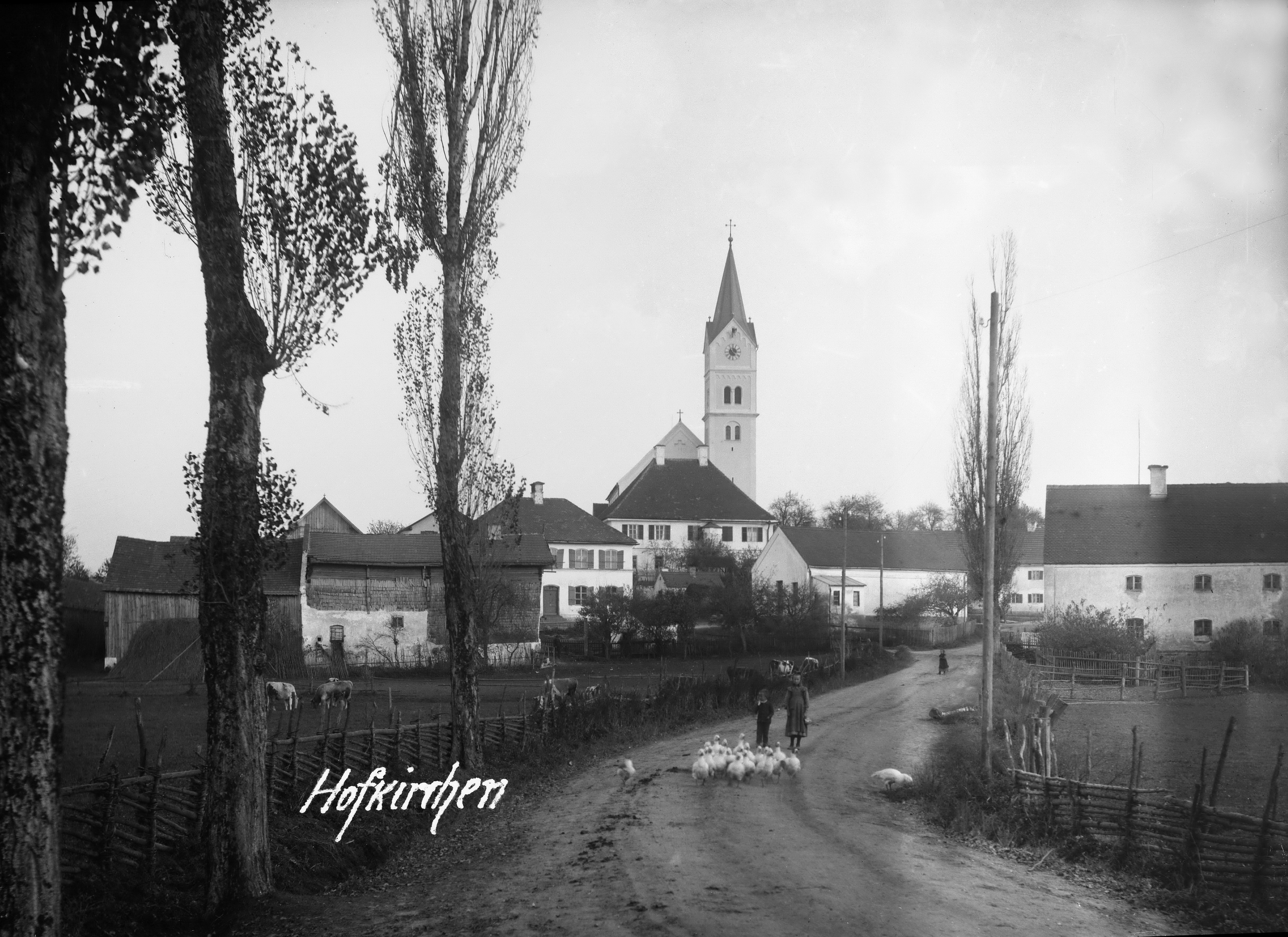
Hofkirchen Westansicht mit Pfarrkirche St. Peter
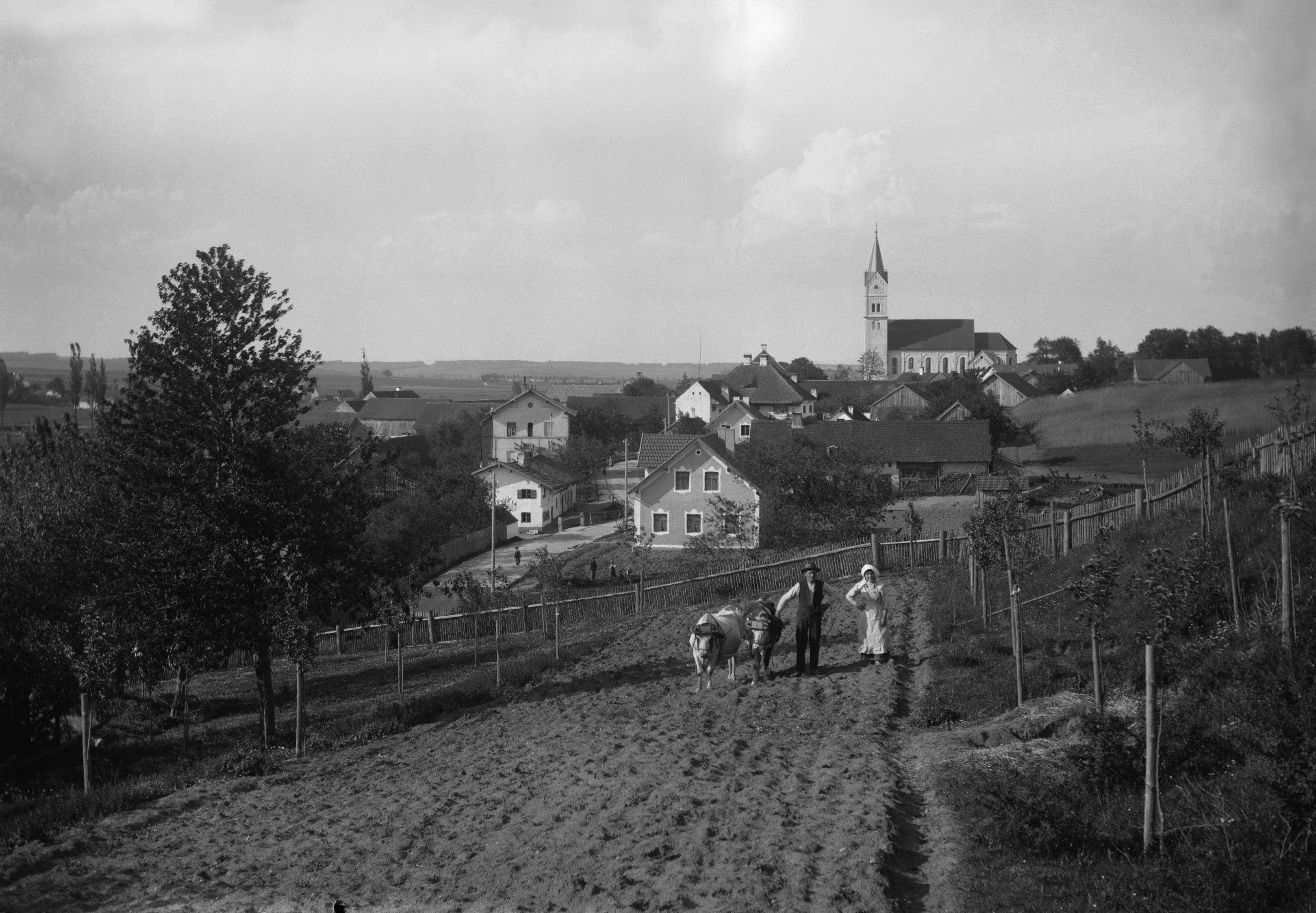
Hofkirchen Südansicht
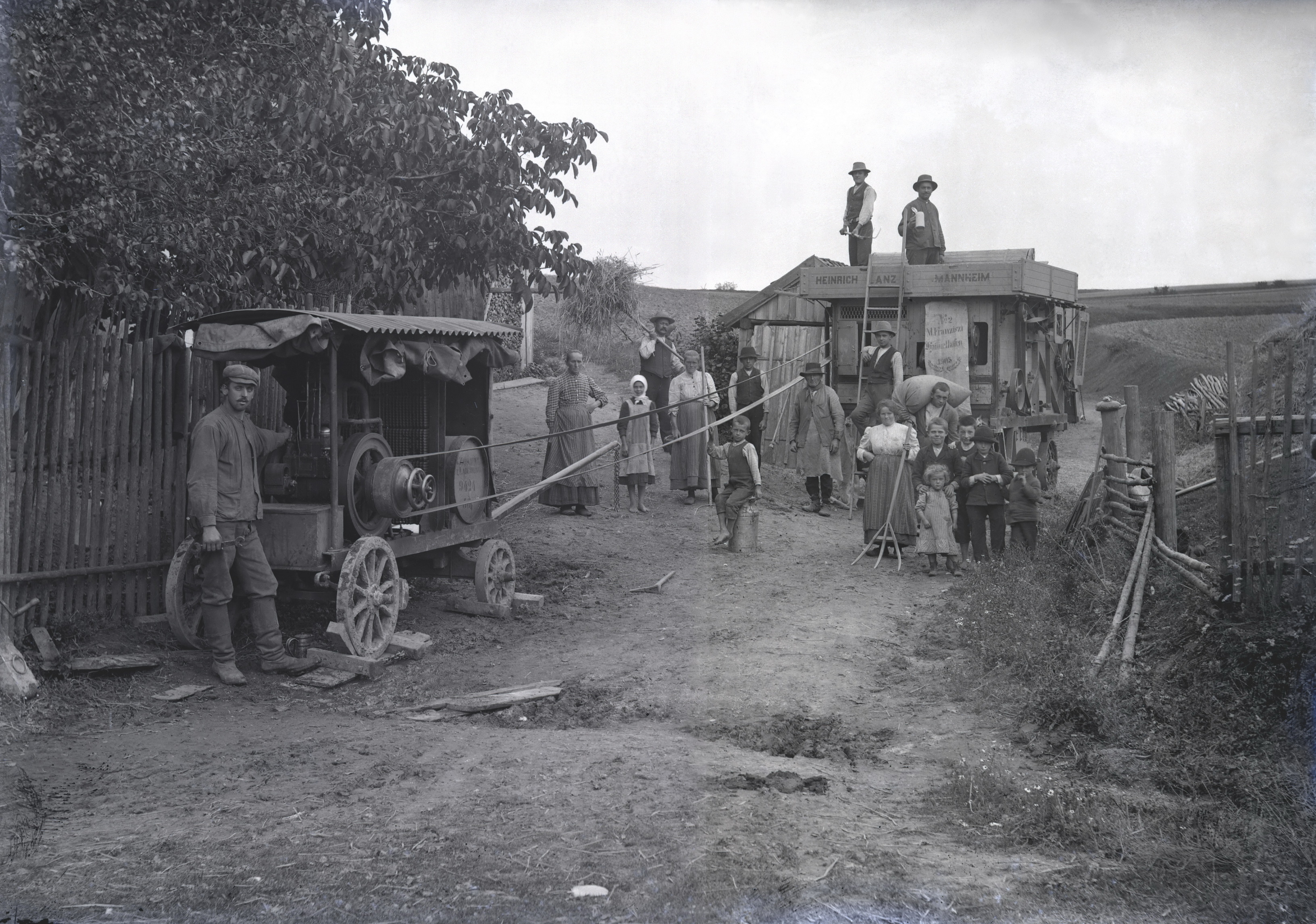
Drescharbeiten beim Landwirt und Bader Franziszi
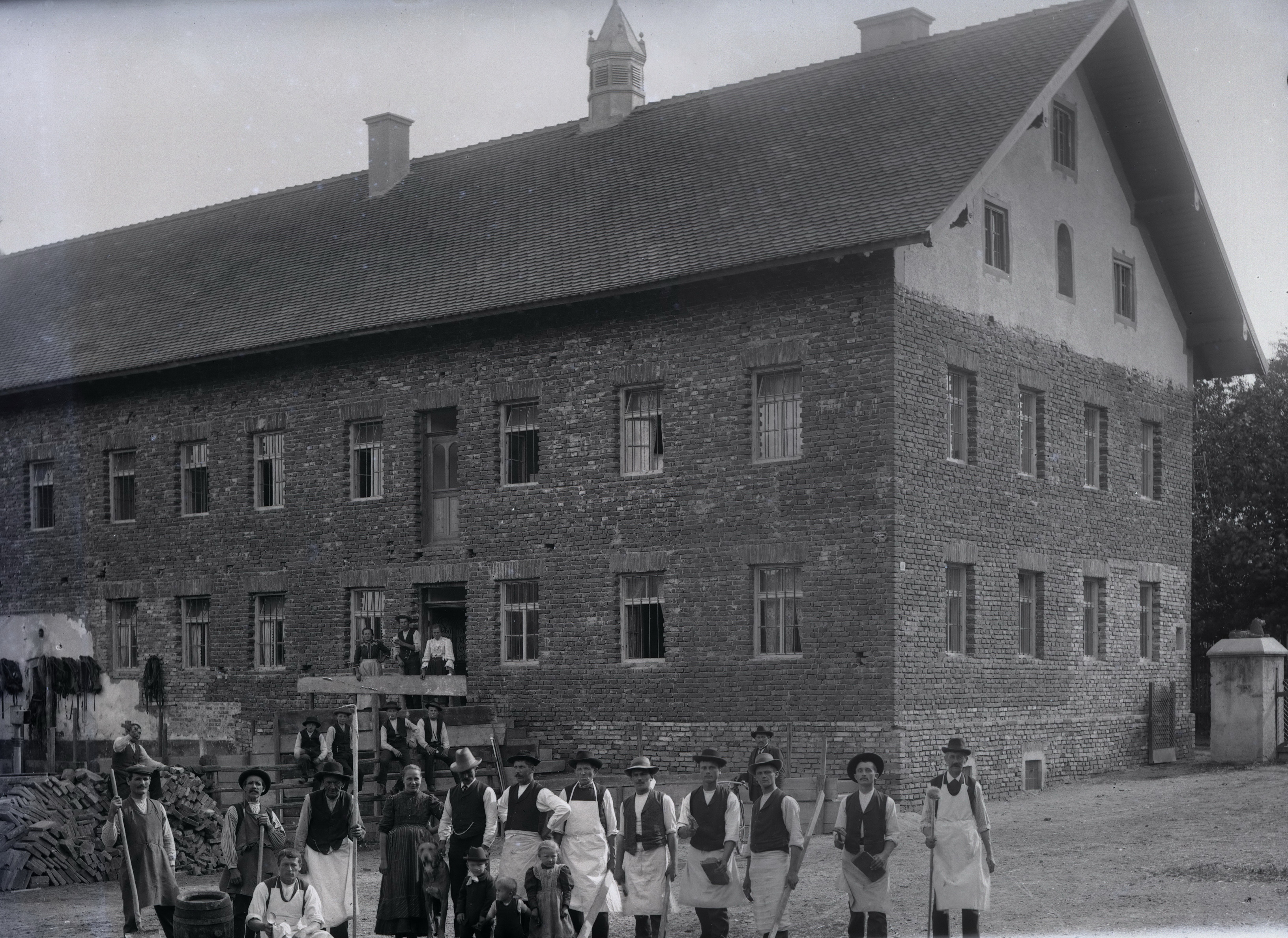
Maurerarbeiten am Streimerhof in Asbach

## Ausstellungen
- Fotoausstellungen in Hofkirchen und im Rathaus in Laberweinting, im Herbst 2004
- Sonderausstellung „Typisch Landleben?“ im Kreismuseum Bogenberg, seit April 2013
- Ausstellung im Niederbayerischen Archäologiemuseum in Landau a. d. Isar, von Mai bis Juni 2013

## Presse- und Medienberichte (Auswahl)
- Süddeutsche Zeitung, Ausgabe vom 17. September 2012, S. 20, von Rudolf Neumaier
- Münchner Merkur, Ausgabe vom 28. September 2012, S. 12–13, von Karl-Heinz Riesenbeck
- Bericht des Bayerischen Fernsehens in der Sendung „Schwaben und Altbayern“ am 8. Oktober 2012, Redakteurin: Regina Dötsch
- Bilder eines Dorfes – Das Leben niederbayerischer Bauern um 1900 . Reportage zu den Bildern von Ferdinand Pöschl auf 3Sat in der Sendung „Kulturzeit“ am 6. November 2012[1]
- Beitrag im Kulturmagazin „Capriccio“ des Bayerischen Fernsehens am 25. Oktober 2012, Redakteur: Matthias Leybrand
- Hörfunkbeitrag zum Fotofund des Fotografen Ferdinand Pöschl im Bayern 2 „Heimatspiegel“ am 20. Oktober 2012, Redakteur: Arthur Dittlmann